# Physalis petiolaris
Physalis petiolaris är en potatisväxtart som beskrevs av Henry Hurd Rusby. Physalis petiolaris ingår i släktet lyktörter, och familjen potatisväxter. Inga underarter finns listade i Catalogue of Life.